# Inmaculada Bañuls Ros
Inmaculada Bañuls Ros (Gandia, 6 de maig de 1964) és una mestra i política valenciana, diputada al Congrés dels Diputats en la IX Legislatura.

## Biografia
Diplomada en Magisteri (especialitat pedagogia i educació especial) per l'Escola Universitària de Mestres Edetania de València i en Ciències Religioses (I.D.CC.RR.) de l'arquebisbat de València. Ha estat professora del Col·legi Borja-Jesuïtes de 1984 a 2004 (actualment en excedència).
Militant del Partit Popular, a les eleccions municipals espanyoles de 2003 i 2007 fou elegida regidora de l'Ajuntament de Gandia. També ha estat consellera de la Mancomunitat de Municipis de la Safor, integrant de la Comissió de Govern de la Mancomunitat i la Delegació de Turisme.
Fou escollida diputada per la Circumscripció electoral de València a les eleccions generals espanyoles de 2008. En la votació d'investidura del president del govern José Luis Rodríguez Zapatero va protagonitzar l'anècdota del dia quan es va equivocar al petjar el botó i va votar a favor de la seva investidura, cosa que, però, fou corregida immediatament pel secretari de la Mesa, Ignacio Gil Lázaro. De 2008 a 2011 fou portaveu adjunta de la Comissió per a les polítiques integrals de la discapacitat.